# NGC 409
NGC 409 é uma galáxia elíptica (E) localizada na direcção da constelação de Sculptor. Possui uma declinação de -35° 48' 20" e uma ascensão recta de 1 horas, 09 minutos e 33,2 segundos.
A galáxia NGC 409 foi descoberta em 29 de Novembro de 1837 por John Herschel.